# 유구르타

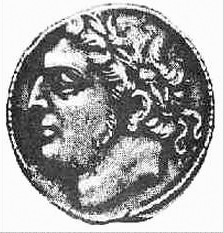
유구르타(Jugurtha)

유구르타(기원전 160년 경 - 기원전 104년)는 누미디아의 왕이다. 자신의 세력 확대를 꾀하여 친사촌을 죽이고 권좌를 차지하였으나, 그 과정에서 로마 공화정과 알력을 일으켰다. 그는 초기에 아울루스 포스투미우스가 이끄는 토벌군을 성공적으로 물리쳤으나, 기원전 109년도 집정관 메텔루스 누미디쿠스, 이후에 가이우스 마리우스가 이끄는 로마의 토벌군에 밀려 고전을 거듭하다가, 결국에 마우레타니아의 왕이자 유구르타의 장인인 보쿠스 1세의 배신으로 로마에 신병이 인도되었고, 마리우스의 개선식에 맞춰 사형당했다.

## 어린 시절
유구르타(Jugurtha, 베르베르어로는 Yugrtn)는 누미디아의 왕 마시니사(Masinissa)의 손자이자 마나스타발(Manastabal)의 서자이다. 포에니 전쟁 때 스키피오 아프리카누스와 협력하여 카르타고의 한니발을 물리치는 데 공을 세운 마시니사는 로마 공화정으로부터 많은 영토를 선물로 받고, 상당한 국력을 쌓았다. (이 때문에, 마시니사가 제 2의 한니발이 되는 것이 아닌가 하는 우려가 제기된 적도 있었다.) 마시니사는 여러 아내들 사이에서 아들을 86명이나 두었는데, 그가 기원전 148년에 죽자 누미디아의 왕권은 적자인 미킵사(Micipsa), 마나스타발(Manastabal), 굴룻사(Gulussa)에게 돌아갔다. 리비우스에 따르면 누미디아의 왕권은 미킵사와 마나스타발, 굴룻사에게 동등하게 돌아갔다고 하나, 살루스티우스에 따르면 리비우스에 따르면 마나스타발과 굴룻사에게 질병이 있어 미킵사가 홀로 왕권을 차지하였다고 한다.
미킵사 왕은 적자 둘을 두었는데, 바로 아데르발(Adherbal)과 히엠프살(Hiempsal)이었다. 하지만 마나스타발의 아들인 유구르타는 용감하고 사냥을 잘 하며 너그러워서 인심을 얻고 있었다. 그리하여 미킵사는 조카가 전사하기 바라는 희망을 품고 유구르타를 누만티아 전쟁을 지휘하는 스키피오 아이밀리아누스 아프리카누스에게 파견하였다. 하지만 왕의 바람과 달리 유구르타는 뛰어난 전공을 세웠으며, 이에 깊은 인상을 받은 로마의 여러 귀족들은 유구르타에게 영향력을 행사하고자 하였다. 스키피오 아이밀리아누스는 유구르타에게 소수 분파의 힘에 휘둘리지 말 것을 권고하면서, 한편으로 그의 행적을 칭찬하는 편지를 미킵사 왕에게 보냈다. 이 편지를 받은 미킵사는 마음을 바꾸어 유구르타를 양자로 삼고, 자신의 친아들인 아데르발, 히엠프살과 동등하게 대우하였다. 미킵사 왕은 기원전 118년에 죽었으며, 왕국을 아데르발, 히엠프살, 유구르타에게 고루 분배하면서, 서로 화목하게 지낼 것을 신신당부하였다.

## 왕위 쟁탈전과 분쟁
왕국이 분할되자, 유구르타는 왕권을 홀로 차지하려는 야심을 드러냈다. 유구르타는 미킵사가 죽기 전에 병을 앓았다는 이유를 들어 최근 5년 동안 미킵사에 의해 발의된 명령들을 철회하자는 의견을 내었다. 이에 히엠프살은 유구르타의 의견에 동조하면서, 유구르타가 미킵사 왕의 양자가 된 것이 3년 전의 일임을 지적하였다. 이에 두려움을 느낀 유구르타는 히엠프살을 척살할 음모를 꾸며, 기원전 117년에 이를 실행하였다. 히엠프살은 자신의 영지인 티르미다(Thirmida)에서 습격을 받고 한 여자 노예에게 의지하여 몸을 숨겼으나, 결국 발각되어 목이 잘렸다. 이 소식을 들은 히엠프살의 친형 아데르발은 분노하여 로마 공화정에 이 일을 알림과 동시에, 기원전 116년에 군사를 일으켜 유구르타를 공격하였으나 패하였고, 자신은 로마로 도주하였다. 아데르발은 로마의 원로원에서 누미디아가 마시니사 왕 이후 변함 없이 로마의 동맹국이었음을 강조하면서, 미킵사 왕의 적자인 히엠프살을 죽이고 자신을 쫓아낸 유구르타를 응징할 것을 청원하였다. 하지만 유구르타 역시 로마로 부하들을 파견하여 여러 귀족들에게 뇌물을 주어 자신에 대한 여론을 호의로 돌려놓았다. 이에 로마 원로원은 10인의 특임 대사의 중재 아래 미킵사의 왕국을 아데르발과 유구르타에게 공평하게 분할한다는 중재안을 발표하였다. 이 때 누미디아의 서부는 유구르타에게, 동부는 아데르발에게 분배되었다.
유구르타는 중재안을 받아들였으나, 곧 야심을 드러내어 아데르발의 영토를 공격하였다. 아데르발은 피하여 누미디아 왕국의 수도인 키르타에서 농성]]하였다. 로마 공화정은 즉시 사절들을 파견하여 싸우지 말고 대화로 문제를 해결할 것을 요구하였으나, 유구르타는 이를 거부하였다. 한편 키르타 안에 있던 로마인들과 이탈리아인들은 유구르타에게 항복하라고 아데르발을 설득하였다. 아데르발은 거부하였으나, 결국에 그들의 주장을 막을 도리가 없어서 항복하였다. 유구르타는 항복한 아데르발과 성 안에서 저항하던 모든 사람들을 죽였다.
이 소식이 로마로 전해졌고, 여론은 격양되었다. 유구르타에게 뇌물을 받은 일부 귀족들이 사태를 무마하고자 하였으나, 호민관 가이우스 멤미우스(C. Memmius)가 이 사실을 대중들에게 폭로하였다. 이에 원로원은 당시 집정관인 루키우스 칼푸르니우스 베스티아(L. Calpurnius Bestia)에게 유구르타를 징벌할 임무를 맡겼다. 베스티아는 군대를 모집하여 아프리카로 건너가 누미디아의 몇몇 도시들을 함락시켰으나, 결국에 유구르타로부터 뇌물을 받고 전쟁을 서둘러 끝내고 로마로 귀환하였다. 이에 로마에서는 뇌물을 받은 부패한 공직자들을 처벌하고 유구르타를 징벌하자는 의견이 기세를 떨쳤으며, 호민관 멤미우스는 이 때를 놓치지 않고 민회를 설득하여, 당시 법무관이었던 루키우스 카시우스(L. Cassius Longinus)를 유구르타에게 파견하라고 설득하였다. 카시우스는 유구르타에게 직접 로마로 가서 자신을 변호하라고 설득하였다. 이에 유구르타는 난생 처음으로 로마로 향하였다.
로마에 도착하자, 유구르타는 로마의 평민들 앞에서 멤미우스에 의해 심문을 받았다. 하지만 유구르타에게 뇌물을 받은 또다른 호민관 가이우스 바이비우스(C. Baebius)의 방해공작에 의해 심문은 흐지부지하게 끝났다. 이 때, 로마의 집정관인 스푸리우스 포스투미우스(Sp. Postumius Albinus)는 굴룻사의 아들인 맛시바(Massiva)를 불러 이 기회에 누미디아의 왕권을 차지하라고 종용하였다. 이 소식을 들은 유구르타는 부하인 보밀카르(Bomilcar)를 시켜 맛시바를 암살하였다. 이 때문에 유구르타와 보밀카르는 로마에서 재판을 받게 되었다. 이 때 유구르타는 배심원 50명에게 뇌물을 주어 무죄 판결을 보장받았으나, 왕위를 지키는 것이 더욱 중요하다고 판단하고 보밀카르를 우선 누미디아로 빼돌린 뒤, 그 자신도 누미디아로 향하였다. 이에 원로원은 유구르타에게 추방령을 선포하였다. 살루스티우스에 의하면, 이 때 유구르타가 이탈리아를 떠나면서 로마를 "사들이는 사람이 나타난다면 팔려서 쉽게 망할 도시(urbem venalem et mature perituram, si emptorem invenerit)"라 불렀다고 한다.
집정관 스푸리우스 포스투미우스는 군대를 편성하여 아프리카로 건너가 유구르타를 공격하였으나, 큰 성과를 거두지 못하였다. 스푸리우스 포스투미우스는 로마로 돌아가고, 그의 동생인 아울루스 포스투미우스(A. Postumius Albinus)가 남아 군대를 이끌었다. 아울루스는 이미 유구르타에게 뇌물을 받은 처지였는데, 이 때문에 불안해하다가 전쟁을 끝내겠다는 막연한 희망을 품고 유구르타가 지배하는 도시인 수툴(Suthul)을 공격하였다. 유구르타는 회담을 핑계로 아울루스를 숲이 무성한 곳으로 유인하였다. 유구르타는 로마의 병사들에게까지 뇌물을 뿌렸으며, 적당한 시점에 아울루스의 군대를 포위하였다. 로마군은 이에 대항하였으나, 뇌물을 받은 트라키아 출신 기병대와 리구리아(Liguria) 출신 보조병들이 유구르타에게 투항하였고, 로마군은 군장을 버리고 치욕스럽게 패주하였다. 유구르타는 아울루스와 회담을 열고, 무장을 풀고 멍에 아래로 지나가는 조건으로 로마군을 무사히 보내주겠다고 제안하였다. 이 소식이 전해지자, 로마의 시민들은 스푸리우스 포스투미우스를 크게 비난하였다. 스푸리우스 포스투미우스는 원로원과 로마 인민들을 설득하여 유구르타와 협정을 맺으라고 하였으나, 원로원은 굴욕적인 조약을 맺을 수 없다고 포고하였고, 이에 기원전 109년도 집정관인 퀸투스 카이킬리우스 메텔루스 (Q. Caecilius Metellus Numidicus)를 파견하여 유구르타를 토벌하도록 하였다.

## 유구르타 전쟁
아프리카 속주에 도착한 메텔루스는 패배한 로마군에 엄격한 규율을 부과하여 기강을 확립하고 누미디아로 쳐들어갔다. 유구르타는 전에 아울루스 포스투미우스의 군대에 쓴 방법을 다시 시도하였으나 효과를 거둘 수 없었고, 양자는 무툴(Muthul) 강에서 전투를 벌였다. 메텔루스는 부대를 둘로 나누어 부장인 푸블리우스 루틸리우스(P. Rutilius Rufus, 기원전 107년 cos.)에게 강가에 진을 치라고 명령하고, 자신은 가이우스 마리우스에게 후위를 맡기고 언덕에서 나와 서서히 진격하였다. 이에 유구르타는 2000명의 병력을 파견하여 메텔루스의 로마군이 떠난 언덕을 점령할 것을 지시하고, 병사들에게 로마군을 급습할 것을 명하였다. 유구르타는 메텔루스의 군대를 포위하면서, 또한 기병대를 이끌고 치고 빠지는 방식으로 로마군을 괴롭혔다. 하지만 승세는 로마군 쪽으로 기울어졌고, 메텔루스는 병력을 모아 원래 머물렀던 언덕으로 되돌아와 유구르타의 분견대를 궤주시켰다. 한편 유구르타는 루틸리우스를 격퇴하기 위하여 보밀카르를 파견하였지만, 갑자기 메텔루스의 대군의 습격을 받았다. 유구르타는 코끼리 부대를 동원하였으나, 과수원의 나뭇가지에 걸리면서 제대로 기동하지 못하였다. 유구르타의 군대는 대패하여 궤주하였으며, 로마군은 코끼리 4마리를 생포하고 40마리를 죽이는 전과를 올렸다.
전투에서 승리한 메텔루스의 로마군은 누미디아의 각지를 황폐화시키면서 전진하였다. 이에 유구르타는 게릴라전을 펼치면서 본대에서 떨어져 나온 로마군의 분견대를 공격하는 전술을 구사하였다. 이에 메텔루스는 군대를 둘로 나누어 하나는 자신이, 다른 하나는 마리우스에게 거느리게 하면서, 경작지를 불태우고 식량을 약탈하며넛 돌아다녔다. 유구르타 역시 로마군의 행군로를 예측하여 우물을 파괴하고 기습공격으로 로마군의 진을 뺐다.
이에 메텔루스는 누미디아 왕국의 요충지인 자마(Zama)를 공격하기로 결심하였다. 이 소식을 들은 유구르타는 서둘러 자마에 입성하여 충성을 다짐받고 로마군의 공격에 대비하였다. 당시 마리우스는 메텔루스의 명령에 의해 시카(Sicca)라는 도시로 가서 식량을 징발하고자 하였다. 유구르타는 이 소식을 듣고 시카의 주민들에게 마리우스를 공격하라고 꾀었으나, 사태를 파악한 마리우스는 그들의 공격을 뿌리치고 메텔루스의 본대가 있는 자마로 향하였다. 자마에서는 치열한 공성전이 펼쳐지고 있었다. 유구르타는 대담하게도 자마가 로마군의 포위 공격을 받는 동안에, 별도의 군사들을 이끌고 로마군의 본영을 급습하기도 하였다. 결국에 자마를 함락시키지 못한 로마군은 아프리카 속주로 군대를 철수시켰다. 한편 메텔루스는 유구르타의 부하인 보밀카르와 접촉하여, 자신에게 협력한다면 원로원에 알려 그의 죄를 사면시켜주겠다고 약속하였다. 이 약속에 고무된 보밀카르는 메텔루스의 요청대로 유구르에게 로마군에 항복하고 조약을 맺도록 권고하였다. 이에 유구르타는 메텔루스가 이끄는 로마군에 항복하였고, 조약에 의거하여 은 20만 파운드와 코끼리, 다수의 가축 및 말들을 로마군에 전달하기로 하였다. 하지만 유구르타는 항복과 전쟁의 이해득실을 따졌고, 다시 전투를 도발하기로 결심하였다.
한편 마리우스는 자신이 7번이나 집정관을 역임할 것이라는 예언에 고무되어 메텔루스에게 요청하여 자신의 군무 해지를 요청하면서 집정관에 당선되고 싶다고 말하였다. 하지만 메텔루스는 이를 거부하면서, 나중에 자신의 아들과 함께 집정관 선거에 출마하는 것이 어떻겠냐고 설득하였다. 이에 분노한 마리우스는 태업을 결심하고, 메텔루스 대신 자신이 총사령관이 된다면 어떻게 해서든지 유구르타를 사로잡아 전쟁을 끝낼 것이라는 유언비어를 퍼트렸다. 또한 당시 총사령관의 막사에는 마나스타발의 아들인 가우다(Gauda)가 있었는데, 그는 메텔루스에게 자신을 누미디아의 왕으로 인정하고 로마인으로 이뤄진 호위대를 파견해줄 것을 요청하였으나, 거절당하였다. 이에 마리우스는 상심한 가우다에게 접근하여 온갖 약속으로 그를 희망에 들뜨게 하였다.
기원전 108년, 유구르타는 로마 공화정이 지배하고 있던 바카(Vacca)라는 도시에 공작원을 침투시켜, 주민들에게 로마군을 배반하고 자신에게 넘어 오도록 부추겼다. 이에 주민들은 성 안에 있었던 로마군 주둔군 사령관인 티투스 투르필리우스(T. Turpilius Silanus)와 휘하 천부장 및 백인대장들을 연회에 초대하고, 틈을 타서 투르필리우스를 제외하고 모든 로마군을 학살하였다. 이 소식을 들은 메텔루스는 복수를 다짐하며, 로마 보병대와 누미디아인들로 이뤄진 기병대를 차출하여 밤낮을 달려 바카로 향하였다. 로마 병사들은 행군에 지쳐 더 이상 나아가기를 거부하였으나, 메텔루스는 도시에 대한 약탈을 허용하고 다시 복수심을 불러일으켜 겨우 병사들을 설득시킬 수 있었다. 바카의 주민들은 진격해오는 군대가 유구르타가 보낸 기병대로 착각하고 성문을 열고 그들을 환영하였으나, 그 즉시 로마군은 주민들을 학살하면서 성을 점령하였다. 투르필리우스는 메텔루스 앞에 끌려나와 죄를 추궁당하고 채찍질을 당한 끝에 목이 잘렸다.
한편 유구르타의 부하인 보밀카르는 주군에게 반역하기로 결심하였다. 그는 유구르타의 신임을 받고 있었던 나브달사(Nabdalsa)와 협력하기로 하였으나, 나브달사가 주저하는 사이 반역 계획이 유구르타에게 폭로되었다. 이에 유구르타는 나브달사를 잘 달래서 풀어주었고, 보밀카르를 체포하여 죽였다. 이 사건에 충격을 받은 유구르타는 아무도 믿지 못하여 조언자들의 접견을 제한하고 매일 이곳저곳을 옮겨다녔다.
그 사이 메텔루스는 다시 병력을 이끌고 유구르타에게 도전하여 누미디아의 군대를 격파하였다. 유구르타는 사막을 가로질러 부유한 도시인 탈라(Thala)로 향하였다. 이 도시는 유구르타에 대한 충성심이 높았으며 주변 지형 또한 방어에 유리하였다. 이에 유구르타는 자신의 자식들과 보물들을 이 성에 위치시키고 있었다. 유구르타는 중요한 물품들을 미리 바깥으로 빼놓은 뒤 농성전을 준비하였다. 메텔루스는 탈라를 공격하여 거의 40일 동안 포위하였다. 결국에 성을 지킬 수 없다고 절망한 탈라의 주민들은 왕궁 안에 금은보화와 진수성찬을 차려놓은 뒤 불을 질러 스스로 타죽었고, 메텔루스는 탈라를 접수하였다. 유구르타는 겨우 몸을 내뺐다. 당시 누미디아는 황폐화되었으며, 거의 모든 지역이 로마군 수중에 있었다. 유구르타는 사막의 문명화되지 않은 베르베르인들을 훈련시켜 군대를 조직하고, 장인이자 마우레타니아의 왕인 보쿠스 1세에게 지원을 요청하고, 뇌물을 보쿠스의 신하들에게 주어 그들의 주군이 자신의 뜻에 따르도록 부추겼다. 신의를 다진 양국의 왕들은 군대를 이끌고 메텔루스가 점령한 누미디아의 수도 키르타로 향하였다. 메텔루스는 당장 전투를 벌이는 것이 적절하지 않다고 보고 보쿠스에 대하여 조사를 시작하려고 했을 때, 로마에서 한 때 자신의 부하였던 마리우스가 집정관에 당선되었으며, 임지로 아프리카가 배정되었다는 소식을 들었다. 이에 메텔루스는 전투에 매진하는 것이 의미가 없다고 보고, 보쿠스에게 비밀 사절을 보내 전쟁과 평화의 이해 득실에 대하여 설명하였다. 보쿠스는 이에 마음을 움직였고, 메텔루스는 굳이 전투를 벌이지 않아도 전쟁을 끝낼 수 있을 것이라는 희망을 품게 되었다.

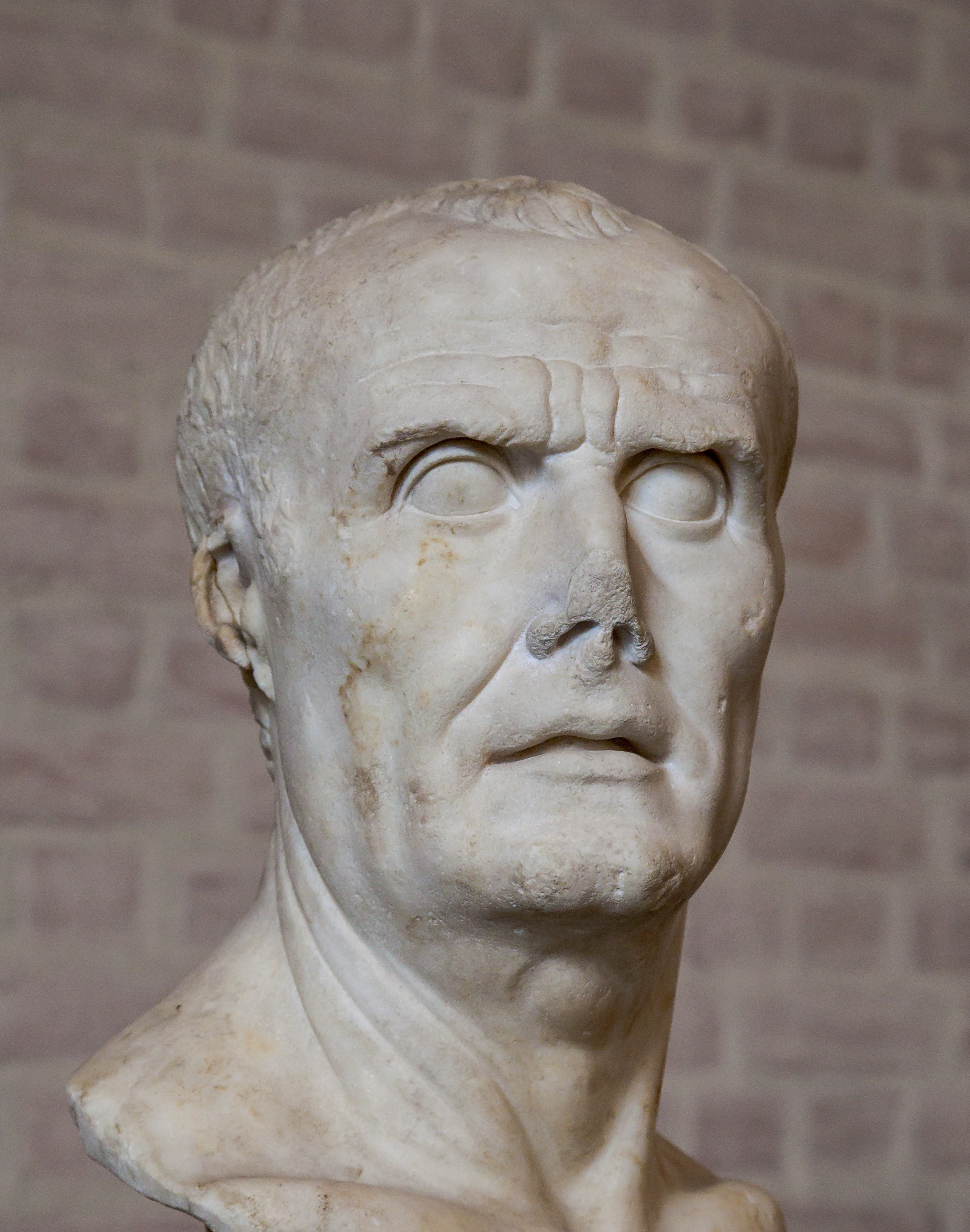
가이우스 마리우스(C. Marius). 7선 집정관으로 유명한 그는 메텔루스 누미디쿠스의 휘하로 처음 유구르타 전쟁에 참여하였으며, 기원전 107년에는 집정관으로 당선되어 자신이 직접 전쟁을 지휘하게 된다.

한편 마리우스는 집정관으로 선출되어 '머릿수로 헤아려지는(capite censi)' 즉 무산자들 가운데서 추가적으로 병사들을 선발하였다. 메텔루스는 자신의 부하인 마리우스가 후임자로 온 것이 치욕스러워 부장 루틸리우스를 시켜 마리우스에게 자신이 이끌던 군대를 인계하도록 하였다. 메텔루스는 로마로 돌아왔고, 원로원과 로마 인민들은 열심히 싸운 그에게 '누미디쿠스(Numidicus)'라는 경칭을 부여하고 업적을 기렸다.
기원전 107년, 마리우스는 다시 전투를 재개하여 캅사(Capsa, 오늘날 튀니지의 Cafsa)를 공략할 것을 결심하였다. 마리우스는 밤낮을 이동하여 방비가 이뤄지지 않은 도시를 쳐서 순식간에 함락하고, 성 주민들을 학살하고 도시를 약탈하였다. 이후 마리우스는 누미디아와 마우레타니아의 국경인 물루카 강(flumen Mulucha, 오늘날 알제리의 Muluya 강)으로 향하였다. 강을 건너기 전에, 유구르타가 보물을 쌓아둔 요새가 마리우스의 시야에 들어왔다. 마리우스는 이를 공략하기로 결심하였지만, 성이 가파르고 험한 지형에 위치하여 시간만 흐르고 전사자만 늘어갔다. 하지만 우연하게도 성의 배후로 돌아가는 길이 발견되었고, 마리우스는 속임수를 써서 성 뒤에서 전투 나팔을 불게하여 수비군들이 혼비백산하는 사이, 온힘을 다하여 성문을 공격하고 결국에 함락시켰다.
유구르타는 보쿠스와 함께 군대를 이끌고 겨울 숙영지로 향하던 마리우스의 로마군을 공격하였다. 마우레타니아의 병사들은 기습전으로 로마군을 괴롭혔고, 로마군은 원진을 만들고 겨우 공격을 견디고 있었다. 이윽고 밤이 되자, 마우레타니아의 병사들은 벌써 승리감에 도취되어 밤새 잔치를 벌였고, 로마군은 그런 적군을 보면서 결의를 다지고 있었다. 마리우스는 마우레타니아의 병사들이 경험이 없는 자들이라 확신하고, 날이 밝아오자, 밤새 피곤함에 지친 적들을 기습하였다. 마우레타니아군은 크게 무너졌고, 마리우스는 승리한 로마군을 이끌고 해안가로 가 겨울 숙영지를 마련하였다. 살루스티우스에 따르면 당시 로마 군을 이끌던 마리우스는 친히 경계 근무자들을 순찰하면서, 자신이 일반 병사들과 똑같이 노고를 자청하고 있다는 인상을 심어주었다고 한다.
로마군이 키르타에서 멀지 않은 곳에 도착하였을 때, 유구르타와 보쿠스가 이끄는 병력이 또 로마군을 공격하였다. 마우레타니아와 누미디아의 병사들은 대열을 유지하는 데 크게 신경쓰지 않고 사방에서 짓쳐들어왔다. 마리우스는 처음에 당황하였으나 진형을 바꾸지 않고 그 자리에서 방어하였다. 마리우스 휘하에서 재무관으로 부임한 루키우스 코르넬리우스 술라는 우익에서 기병들을 이끌고 보쿠스 왕이 이끄는 보병대를 격파하였다. 한편 마리우스가 이끄는 군대는 유구르타가 이끄는 병력과 싸워 교착 상태에 빠졌으나, 보쿠스의 군대를 물리친 술라가 병사들을 이끌고 와서 유구르타를 공격하였고, 누미디아와 마우레타니아의 군대는 크게 패하였다. 로마군은 승리하여 누미디아의 수도인 키르타(Cirta)에 입성하였다.

## 최후
기원전 106년, 전투에서 패한 마우레타니아의 보쿠스 왕은 마리우스에게 사절을 보내 가장 신임하는 사람을 파견하여 자신이 로마 공화정에 호의를 얻을 수 있도록 도와달라고 청하였다. 마리우스는 즉시 술라와 만리우스를 보쿠스에게 파견하였고, 술라는 보쿠스 왕에게 로마에 투항할 것을 종용하였다. 하지만 보쿠스는 자신은 유구르타와 인척지간이므로 그럴 수 없다고 맞섰다. 이 소식을 들은 유구르타는 두려워하여 보쿠스의 신하들에게 뇌물을 주어 장인의 마음을 돌리도록 하였다.
한편 마리우스는 동계 숙영지에서 나와 병사들을 이끌고 유구르타가 왕궁으로 쓰고 있던 지역을 점령하고자 출격하였다. 술라는 아프리카 속주의 우티카(Utica)에서 대기하였다. 당시 보쿠스 왕은 로마로 5명의 사절을 파견하였는데, 이들은 이동하다가 도적들의 습격을 당하였고, 천신만고 끝에 우티카에 도착하였다. 술라는 이들에게 친절을 베풀고, 안식처를 제공하면서 뇌물을 안겼다. 한편 별 소득 없이 원정을 끝낸 마리우스는 키르타로 돌아갔는데, 그곳에서 보쿠스 왕이 보낸 사절들에 대한 소식들을 듣고, 그들을 키르타로 소환하였다. 마리우스는 그들 중 세 사람을 로마로 보내고, 나머지 둘은 다시 보쿠스에게 돌려보냈다. 보쿠스에게 돌아간 사절들은 술라가 자신에게 친절을 베푼 일을 설명하였고, 로마로 간 보쿠스 왕의 사절들은 로마 원로원으로부터 보쿠스의 죄를 사면하며, 또한 마우레타니아가 로마 공화정의 동맹국이 될 것이라는 확답을 들었다.
이 소식을 들은 보쿠스는 마리우스에게 다시 술라를 자신에게 파견해달라고 부탁하였다. 술라는 매복 공격을 두려워하여 펠리그니족으로 이뤄진 궁병대, 발레아레스인으로 이뤄진 투석병, 그리고 약간의 기병들을 이끌고 출발하였다. 보쿠스는 자신의 아들인 볼룩스(Volux)에게 1000명의 기병들을 딸려 술라를 영접하도록 하였다. 술라와 호위대는 처음에 그들을 보고 자신들을 공격하리라고 착각하였으나, 볼룩스가 먼저 다가가 자신들은 로마의 사절들을 영접하러 나온 것이라고 설명하였다. 그날 밤에 볼룩스는 술라에게 유구르타가 병사들을 파견하여 자신들을 포위하였다고 하면서 자기와 함께 군대를 버리고 도망가자고 간청하였다. 술라는 이 말을 물리치고 임전태세를 갖추어 불시에 유구르타의 병사들을 급습하였다. 유구르타의 병사들이 우왕좌왕하는 사이에, 술라와 볼룩스의 군대는 적들을 따돌리고 보쿠스의 왕궁으로 향하였다.
술라는 보쿠스 왕과 접견하고, 유구르타를 산 채로 생포하여 자신에게 넘겨주라고 설득하였다. 한 편 이 소식을 들은 유구르타는 보쿠스 왕에게 술라를 포로로 잡고 로마와 협상을 벌이자고 제안하였다. 보쿠스는 양자의 제안 속에서 망설이다가, 유구르타를 체포하여 술라에게 넘겨주었다. 술라는 유구르타를 쇠사슬에 묶어 키르타로 데려가서 마리우스에게 바쳤다. 이로서 유구르타 전쟁도 종결되었다. 로마로 끌려간 유구르타는 감옥에 갇혀 있다가, 마리우스의 개선식 때 처형당하였다. (기원전 104년)

## 같이 보기
- 살루스티우스